# Guus de Vries
Guus de Vries (Assen, 2 juni 1982) is een Nederlands voormalig voetballer die als verdediger speelde.
Nadat de Vries zeven jaar voor BV Veendam heeft gespeeld, maakt hij de overstap naar FC Emmen. Door een blessure die hij opliep in de voorbereiding op het seizoen 2007/2008, heeft hij pas in het daaropvolgende seizoen zijn debuut voor FC Emmen kunnen maken. In 2009 liep zijn contract af maar in oktober van dat jaar sloot hij weer aan bij Emmenj. De Vries had bij FC Emmen een contract tot de zomer van 2011. Na zijn professionele carrière ging hij voetballen bij amateurclub WKE in de Topklasse Zondag en werd hij bovendien commercieel medewerker bij FC Emmen. Sinds het seizoen 2015/2016 speelde Guus de Vries bij zaterdag Hoofdklasser ACV Assen. Halverwege het seizoen maakt ook zijn neef, Erik Eleveld de overstap van WKE naar ACV Assen. Beide spelers maken ook in het seizoen 2016/2017 deel van de selectie van ACV Assen. Medio 2019 ging hij in een lager elftal voetballen.
Eind 2000 zat De Vries tweemaal op de bank bij het Nederlands voetbalelftal onder 19 maar debuteerde niet.
| Club       | Seizoen   | Wedstrijden | Goals |
| ---------- | --------- | ----------- | ----- |
| BV Veendam | 2000/2001 | 19          | 0     |
| BV Veendam | 2001/2002 | 14          | 0     |
| BV Veendam | 2002/2003 | 18          | 0     |
| BV Veendam | 2003/2004 | 31          | 2     |
| BV Veendam | 2004/2005 | 33          | 0     |
| BV Veendam | 2005/2006 | 19          | 0     |
| BV Veendam | 2006/2007 | 29          | 0     |
| FC Emmen   | 2007/2008 | 0           | 0     |
| FC Emmen   | 2008/2009 | 17          | 0     |
| FC Emmen   | 2009/2010 | 23          | 1     |
| FC Emmen   | 2010/2011 | 24          | 3     |
| Totaal     |           | 227         | 6     |